# Adetomeris bullocki
Adetomeris bullocki är en fjärilsart som beskrevs av Emilio Ureta 1942. Adetomeris bullocki ingår i släktet Adetomeris och familjen påfågelsspinnare. Inga underarter finns listade i Catalogue of Life.